# Polyonymie
Le mot polyonymie en français est polysémique. En rhétorique, il s'agit d'une figure consistant à exprimer une même chose par des phrases ou propositions multiples, par exemple en accumulant les parasynonymes. Polyonymie désigne également le fait qu’une même chose puisse avoir plusieurs noms dans une même langue.
Dans les langues antiques la polyonymie provenait fréquemment du fait que les objets étaient désignés par leurs caractéristiques prééminentes, celles-ci variant selon les points de vue. Une autre source de polyonymie est due au temps de propagation d'un nom nouveau dans la langue : c'est l'une des sources principales de polyonymie en français. Enfin des formes de polyonymie proches du barbarisme peuvent apparaître à la suite des échanges fréquents entre langues. On comprend dès lors que la polyonymie soit fréquente pour les choses nouvelles, mais que l'usage tende souvent à faire disparaître un grand nombre de polyonymes. Pour prendre un exemple récent, on mentionnera l'atome dont le noyau comporte 41 protons, désormais communément désigné par le poétique niobium, alors qu'il était autrefois également connu sous le nom désuet de colombium.

## Exemples

### Figure de style
- Un bus bien garni, truffé de voyageurs, farci de monde, comblé de clients, rempli de gens, bourré de passagers, bondé, quoi[1].

- Tout y est examiné à la rigueur de l'art, tout y est pesé au poids de la doctrine.

- On remarque sur son visage les empreintes de la similitude, les caractères de la ressemblance.

- C'est la retraite de la Virginité, c'est l'asile de la Pudeur.

### Désignation par des noms multiples
- Les chrétiens francophones appellent leur dieu : Dieu, Yahvé, l'Éternel, Adonaï, le Tout-Puissant, le Seigneur, le Très-Haut...

- Les syncrétismes de l'Empire romain ont entraîné une forme de polyonymie en français (comme en latin) pour les noms de ces dieux : Jupiter/Zeus, Hermès/Mercure, Horus/Apollo.

- De nombreux lieux sont désignés par plusieurs noms, comme l'île de Saint-Domingue Cf. Saint-Domingue Polyonymie.

- La proximité avec d'autres idiomes entraîne parfois de la polyonymie : positon/positron.

- Les mots courriel, e-mail, mail, mel, mél désignant le courrier électronique (les mots e-mail et mail, bien que répandus dans l'usage, ne sont pas originellement français).

## Sources
- René Bary, La rhétorique françoise ou pour principale augmentation l'on trouve les secrets de nostre langue, page 396, Paris, 1665. Lien Gallica.
- Christine Rousseau, Les Contes de fées au XVIIe siècle, Première partie : rhétorique de la répétition, Chap. 3 : Répétitions sémantiques.
- Notice des éléments formants -onyme, -onymique, -onymie, TLFi : Trésor de la langue française informatisé | ATILF (CNRS/Université de Lorraine).
- Max Müller, « Essai de Mythologie comparée », Éd. A. Durand (1859).